# Montagny-lès-Buxy
Montagny-lès-Buxy este o comună în departamentul Saône-et-Loire, Franța. În 2009 avea o populație de 217 de locuitori.

## Evoluția populației
| An        | 1975 | 1982 | 1990 | 1999 | 2006 | 2009 |
| --------- | ---- | ---- | ---- | ---- | ---- | ---- |
| Populație | 222  | 228  | 221  | 223  | 219  | 217  |